# Jerry Voré
Jerry Voré (Maastricht, 6 augustus 1930 – aldaar, 17 september 2013), pseudoniem van Ger Voorjans, was een Nederlands zanger. Hij werd ontdekt door Johnny Hoes. Vanaf 1957 heeft hij platen uitgebracht op het Philips-label.
In het dagelijkse leven was hij verzekeringsagent. In 1960 opende hij een café genaamd Kasbah in Maastricht. Jerry heeft onder meer ook nog op twee platen (Waarom en Buona Fortuna) een duet gezongen met de Zangeres Zonder Naam, onder de naam de Fortuna's.
Onderstaande liedjes zijn ook door Jerry Voré gezongen.
- Aan de deur van je woning
- Als de nacht daalt in Marokko
- Bella Maria
- Bella Rita
- Buona fortuna
- De blue bolero
- De dronkaard
- De hemel op aarde
- De schooier
- De verloren zoon
- De voddenraper
- Dicht bij de Adria
- Estralita
- Heel mijn hart
- Het bloemenmeisje
- Hou je vader en moeder in ere
- In Je Kleed Van Witte Zijde
- Isabel
- Kristalwals
- Loop onze deur niet voorbij
- Maria van Bahia
- Nacht in Granada
- Onder de sterren
- Onder je balustrade
- Speel die dans
- Twee blauwe ogen
- Waarom
- Zoals voorheen
- Carnavalsliedjes
- Sjeij-oet
- Méh met dee carneval,
- Noonk Haarie vaan Klevarie
- Ik ben aan de maas geboren (samen met Martha van Heuven op de langspeelplaat Feest aan de Maas (1966). )